# Индиана Джоунс и храмът на обречените
Индиана Джоунс и храмът на обречените (на английски: Indiana Jones and the Temple of Doom) е е американски екшън приключенски филм от 1984 г., режисиран от Стивън Спилбърг и по сценарий на Уилард Хук и Глория Кац, базиран на оригиналната история от Джордж Лукас. Това е втората част от филмовата поредица Индиана Джоунс и предистория на Похитителите на изчезналия кивот. Във филма участва Харисън Форд, който играе отново главната роля. Кейт Капшоу, Амриш Пури, Рошан Сет, Филип Стоун и Джонатан Ке Куан играят поддържащи роли. След като пристига в Британска Индия, Индиана Джоунс е помолен от отчаяни селяни да намери мистичен камък и да спаси децата им от култ към таги, който по всички признаци практикува детско робство, черна магия и ритуални човешки жертвоприношения в чест на богинята Кали.
Не желаейки отново да представя нацистите като злодеи, изпълнителният продуцент и сценарист Джордж Лукас решава да разгледа този филм като предистория. Три сюжетни хода са отхвърлени, преди Лукас да напише филмова обработка, която наподобява финалната сюжетна линия. Тъй като Лорънс Касдан, сътрудникът на Лукас по Похитителите на изчезналия кивот, отказва предложението да напише сценария, Уилард Хук и Глория Кац, които преди това работят с Лукас по Американски графити (1973), са наети като негови заместници.
Премиерата на Индиана Джоунс и храмът на обречените е на 23 май 1984 г. и постига финансов успех, печелейки 333,1 милиона долара брутен приход в световен мащаб, което го прави най-касовия филм за 1984 г. Първоначалните критични отзиви са смесени, като критиките са насочени към силното насилие, както и към някои от по-мрачните елементи на историята, както и противоречия относно изобразяването на Индия. Критическото мнение се подобрява от 1984 г. насам, посочвайки интензивността и въображението на филма. В отговор на някои от по-насилствените сцени във филма и с подобни оплаквания относно продуцирания от Спилбърг Гремлини (който излиза две седмици по-късно), Спилбърг предлага на Американската филмова асоциация да промени системата си за оценяване, което тя прави в рамките на два месеца след излизането на филма, създавайки нов рейтинг PG-13. Филмът е номиниран за наградата Оскар за най-добра оригинална музика и печели Оскар за най-добри визуални ефекти. Третият филм от поредицата – Индиана Джоунс и последният кръстоносен поход, е издаден през 1989 г.

## Сюжет
През 1935 г. американският археолог Индиана Джоунс оцелява след опит за убийство от страна на шефа на шанхайската триада Лао Че, който го е наел да намери останките на Нурхаци. Джоунс бяга от града, придружаван от младия си помощник Шорт Раунд и певицата в нощен клуб Уили Скот, без да знаят, че самолетът, с който пътуват, е собственост на Лао Че.
Пилотите изхвърлят горивото и скачат с парашути, но Джоунс, Уили и Шорт Раунд успяват да се спасят с надуваема лодка преди самолетът да се разбие. Тримата слизат по склоновете на Хималаите и попадат в река, след което пристигат в индийското село Майапоре.
Там селяните молят Джоунс да им помогне да открие свещен камък, откраднат заедно с децата на селото от зли сили в близкия дворец Панкот. Джоунс се съгласява, като предполага, че камъкът е един от петте камъка на шанкара, дадени от хиндуистките богове, за да помогнат на човечеството в борбата със злото.
Пристигайки в двореца, тримата са топло посрещнати и оставени да нощуват като гости, като присъстват на банкет, организиран от младия махараджа Залим Сингх. През нощта Джоунс е нападнат от наемен убиец, но успява да го убие. Той открива серия тунели под двореца и ги изследва заедно с Уили и Шорт Раунд.
Те намират храм и комплекс от минни тунели, където наблюдават как култът на таги извършва човешко жертвоприношение. Култът, който притежава три от камъните, е промил мозъка на Сингх и е отвлякъл децата от Майапоре, използвайки ги като роби, за да намерят останалите камъни.
При опита на Джоунс да вземе камъните, тримата са заловени. Върховният жрец Мола Рам кара Джоунс да изпие отровна напитка, която го вкарва в транс, под който той подготвя Уили за жертва. Шорт Раунд за кратко става роб в тунелите, но успява да избяга и прекъсва жертвоприношението, като освобождава Джоунс от транса, който пък спасява Уили.
Тримата побеждават няколко култисти, събират камъните и освобождават Сингх и децата, като избягват опит на Мола Рам да ги удави. Когато той и хората му ги нападат на въжен мост, Джоунс отрязва моста с меч, карайки няколко култисти да паднат в реката, пълна с крокодили. Докато Джоунс, Уили, Шорт Раунд и Мола Рам се борят да се изкачат по счупения мост, Джоунс изрича името на Шива, което кара камъните да изгорят в торбата му. Два камъка падат в реката; Мола Рам хваща третия, но камъкът му изгаря ръката и той пада, след което е изяден от крокодилите.
Индиана успява да вземе камъка и се качва, докато пристига отряд от британската индийска армия, предупреждаван от Сингх, за да победи останалите култисти. Джоунс, Уили и Шорт Раунд се връщат в Майапоре, за да предадат камъка, а Джоунс и Уили се прегръщат, докато селяните празнуват връщането на камъка и децата им.

## Актьорски състав
- Харисън Форд – Индиана Джоунс, професор по археология и авантюрист[9]
- Кейт Капшоу – Уилхелмина "Уили" Скот, американска певица, работеща в нощен клуб в Шанхай
- Джонатан Ке Куан – Шорт Раунд, младият китайски помощник на Инди
- Амриш Пури – Мола Рам, жрец от племето таги
- Рошан Сет – Чатар Лал, министър-председателят на махараджата на Панкот
- Филип Стоун – капитан Филип Блумбърт, офицер от британско-индийската армия

В Индиана Джоунс и храмът на обречените Рой Чао играе Лао Че, шанхайски криминален бос. Чуа Ка Джу и Рик Янг – синовете му Чен и Као Кат съответно. Дейвид Ип е в ролята на Ву Хан. Радж Сингх играе Залим Сингх. Дон Рутър Нанаякара е в ролята на селския шаман. Денавака Хамине и Ирангани Серасингх играят две от жените в селото.
Професионалният борец Пат Роуч играе надзирателя на в мините. Дан Акройд се появява за кратко и с британски акцент като Уебър. Стивън Спилбърг, Джордж Лукас, Франк Маршал и Катлийн Кенеди имат епизодични участия на летището.

## Производство

### Разработка
По-късно Спилбърг си спомня, когато Лукас за първи път се обръща към него за Похитителите на изчезналия кивот: „Джордж казал, че ако режисирам първия филм, ще трябва да режисирам трилогия, имайки предвид три истории, но ги нямал, така че трябваше да измислим последващите“. И двамата по-късно отдават тона на филма, който е по-мрачен от Похитителите, на личните си настроения след раздялата с половинките си. Освен това Лукас смята, че „трябва да е мрачен филм. Начинът, по който Империята отвръща на удара е мрачната втора част от трилогията Междузвездни войни. Спилбърг споделя: „Опасността от създаването на продължение е, че никога не можеш да задоволиш всички. Ако дадеш на хората един и същ филм с различни сцени, те ще кажат защо не си бил по-оригинален, но ако им представиш същия герой в друго фантастично приключение, но с различен тон, рискуваш да разочароваш другата половина от публиката, която просто иска копие на първия филм с различно момиче и различен антагонист. Така печелиш и губиш и в двете посоки“.
Лукас поставя действието на филма в по-ранна година от първия, за да избегне повторното използване на нацистите като злодеи. Първоначално Спилбърг иска да върне Мериън Рейвънуд, като Абнър Рейвънууд, нейният баща, е разглеждан като възможен герой. При разработването на историята Лукас замисля начална сцена на преследване с Индиана Джоунс на мотоциклет по Великата китайска стена, последвана от откриването на „пастиш от изгубения свят със скрита долина, обитавана от динозаври“. Друга идея е Кралят на маймуните да бъде използван като сюжетен елемент. Китайските власти обаче отказват разрешение за снимки в страната, изисквайки различна обстановка. Лукас пише филмова история, която включва обитаван от духове замък в Шотландия, но Спилбърг смята, че е твърде подобен на Полтъргайст; така че сюжетът се трансформира в демоничен храм в Индия.
Лукас измисля идеи, включващи религиозен култ, посветен на детското робство, черната магия и ритуалните човешки жертвоприношения. Лорънс Касдан от Похитителите на изгчезналия кивот е помолен да напише сценария. „Не исках да бъда свързван с Храмът на обречените“, споделя той. „Просто си помислих, че е ужасно. Няма нищо приятно във филма. Мисля, че представлява хаотичен период в живота и на двамата [на Лукас и Спилбърг], а филмът е изпълнен с много злоба“. Лукас наема Уилард Хук и Глория Кац да напишат сценария заради познанията им в областта на индийската култура. Приключенският филм от 1939 г. Ганга Дин оказва влияние върху филма.
Първоначалната идея на Лукас за помощник на Индиана е девствена млада принцеса, но Хук, Кац и Спилбърг не харесват идеята. Точно както Индиана Джоунс е кръстен на аляския маламут на Лукас, героинята Уили е кръстена на кокер шпаньола на Спилбърг, а Шорт Раунд е кръстен на кучето на Хук, чието име произлиза от антивоенният филм от 1951 г. Стоманеният шлем.
През май 1982 г. Лукас връчва на Хук и Кац история, съдържаща 20 страници, озаглавена Индиана Джоунс и храмът на обречените, за да я адаптират в сценарий.

### Кастинг
Харисън Форд отново изиграва ролята на Индиана Джоунс от Похитителите на изчезналия кивот. За ролята на Уили Скот се явяват на прослушване над 100 актриси. Сред напълно непознатите актриси, явили се на прослушване, е и Шарън Стоун. Накрая Спилбърг избира Кейт Капшоу, след като гледа видеозаписа ѝ на прослушване и го показва на Харисън Форд. За ролята на Шорт Раунд кастинг режисьорът Майк Фентън организира прослушвания на източноазиатски момчета в няколко големи града – Ню Йорк, Сан Франциско, Лос Анджелис, Хавай, Торонто, Чикаго, Монреал, Хонконг и Лондон. Първоначално по-малкият брат на Джонатан Ке Куан се явява на прослушване за ролята, а Джонатан го придружава. Продуцентите забелязват, че Куан дава указания на брат си зад камерата по време на прослушването, така че кастинг режисьорът моли Куан да се яви на пробите и няколко дни по-късно той е избран.
За различните индийски герои във филма, селяните са изиграни от актьори и актриси от Шри Ланка, докато героите в двореца Панкот са изиграни предимно от индийски актьори. За ролята на Мола Рам, главния злодей, продукцията търси актьор с индийски произход. Лукас и Спилбърг не откриват такъв сред индийските актьори в Съединените щати и затова получават разрешение за Амриш Пури, който работи едновременно по 18 филма в Индия по време на кастинга. Пури се среща със Спилбърг и първоначално отказва ролята, но е убеден след разговор с Ричард Атънбъро, с когото работи в Ганди. Рошан Сет, който играе премиера Чатар Лал, също се появява в Ганди заедно с Пури.

### Заснемане
На филмовите творци е отказано разрешение да снимат в Северна Индия и историческата крепост Амбер, тъй като правителството смята сценария за обиден. Продуцентът Франк Маршал обяснява, че „първоначално сцените трябваше да бъдат заснети в индийски дворец. Местното правителство поиска от нас да предоставим сценарий, изпратихме го и не мислехме, че ще е проблем. Но поради вуду елемента с Мола Рам и тагитите, индийското правителство се поколеба да ни даде разрешение. Забраниха ни думата „махараджа“ и не искаха да снимаме в избрания от нас храм. Индийското правителство искаше промени в сценария и евентуална намеса във финалния монтаж“.
В резултат на това, записите се провеждат в Канди, Шри Ланка, като са използвани матови картини и макети за селото, храма и двореца Панкот. Бюджетната инфлация също така води до това Храмът на обречените да струва 28,17 милиона долара, с 8 милиона долара повече от Похитителите на изчезналия кивот. Записите започват на 18 април 1983 г. в Канди, а от 5 май продължават в Елстрий Студиос, Англия. Маршал си спомня: „Когато се снимаха сцените с буболечките, членовете на екипа се прибираха и намираха буболечки в косите, дрехите и обувките си“. Осем от деветте звукови площадки в студиото са домакини на снимките на Храмът на обречените. Биографът на Лукас, Маркъс Хърн, отбелязва: „Умелото осветление на Дъглас Слокомб помага да се прикрие фактът, че около 80 процента от филма е заснет на звукови площадки“.
Сценографът Норман Рейнолдс не успява да се присъедини към филма, тъй като е ангажиран с Завръщане в Оз (1985). Нает е Елиът Скот (Лабиринт (1986), Кой натопи Заека Роджър (1988), който е ментор на Рейнолдс. За да построи въжения мост, екипът намира група британски инженери, работещи по близкия язовир Виктория. Харисън Форд получава тежка дискова херния, правейки салто, докато снима сцената с убиеца в спалнята на Джоунс. На снимачната площадка е донесено болнично легло, за да може Форд да си почива между дублите. Лукас заявява: „Той едва стоеше на краката си, но въпреки това беше на работа всеки ден, така че снимките да не спрат. Той изпитваше голяма болка, но все пак продължи с работата“. Останал без опция, Лукас спира продукцията, докато Форд е откаран в болница на 21 юни за възстановяване. Дубльорът Вик Армстронг прекарва пет седмици като дубльор за различни кадри. Уенди Лийч, съпругата на Армстронг, служи като дубльор на Капшоу.
Макао (тогава португалска колония) е заменен с Шанхай. Операторът Дъглас Слокомб се разболява от треска и не неработоспособен от 24 юни до 7 юли. Форд се завръща на снимачната площадка на 8 август. Въпреки проблемите по време на записите, Спилбърг успява да завърши Храмът на обречените по график и в рамките на бюджета, като основните снимки завършват на 26 август. След това се провеждат допълнителни на Маунт Маунтин, реките Туолъми и Американ, Йосемити, долината Сан Хоакин, военновъздушна база Хамилтън (всички намиращи се в Калифорния), каньона Снейк Ривър в Айдахо и Аризона.

### Музика
Музиката е композирана и дирижирана от Джон Уилямс и изпълнена от Холивудския студиен симфоничен оркестър, с оркестрации, осигурени от Хърбърт У. Спенсър и Александър Кураж.

## Прием

### Боксофис
Премиерата на Храмът на обречените е на 23 май 1984 г. в Съединените щати. През първата си седмица филмът печели 45,7 милиона долара. Филмът достига брутни приходи от 333,1 милиона долара по целия свят, със 180 милиона долара в Северна Америка и 153,1 милиона долара от други пазари. Филмът има най-висок начален уикенд през 1984 г. и е филмът с най-високи приходи за същата година (трети в Северна Америка, след Ченгето от Бевърли Хилс и Ловци на духове). Той е и десетият филм с най-високи приходи за всички времена по време на премиерата си.

## В България

### Домашна употреба
В България филмът е издаден на DVD със субтитри на български език в комплект с предишната и следващата част от поредицата.

### Телевизионни дублажи
| Обработка              | Продуцентско направление „КИНО“                                                                         |
| ---------------------- | --- |
| Изпълнителен продуцент | Тодор Игнатов                                                                                           |
| Превод                 | Тодор Николов                                                                                           |
| Тонрежисьор            | Трендафилка Немска                                                                                      |
| Режисьор на дублажа    | Димитър Караджов                                                                                        |
| Озвучаващи артисти     | Мариана Лечева Таня Димитрова Марин Янев Георги Новаков Христо Чешмеджиев Симеон Владов Стефан Стефанов |

| Озвучаващи артисти  | Нина Гавазова Христо Чешмеджиев Иван Велчев Петър Бонев Христо Узунов |
| Преводач            | Яна Янева                                                             |
| Тонрежисьор         | Цветан Дацов                                                          |
| Режисьор на дублажа | Михаела Минева                                                        |

| Озвучаващи артисти  | Христина Ибришимова Нина Гавазова Христо Узунов Силви Стоицов Илиян Пенев Светозар Кокаланов |
| Преводач            | Миряна Мезеклиева                                                                            |
| Тонрежисьор         | Стефан Дучев                                                                                 |
| Режисьор на дублажа | Димитър Кръстев                                                                              |

| Преводач            | Миряна Мезеклиева                                                              |
| Тонрежисьор         | Детелина Ралчевска                                                             |
| Режисьор на дублажа | Анна Тодорова                                                                  |
| Озвучаващи артисти  | Елена Русалиева Христо Узунов Стефан Сърчаджиев-Съра Симеон Владов Васил Бинев |